# حق الرد
حق الرد أو حق التصحيح يعني بشكل عام الحق في الدفاع عن النفس ضد النقد العام في نفس المكان الذي تم نشره فيه. في بعض البلدان، مثل البرازيل، هو حق قانوني أو حتى دستوري. في بلدان أخرى، ليس هذا حقًا قانونيًا في حد ذاته، ولكنه حق تختار بعض وسائل الإعلام والمطبوعات منحه للأشخاص الذين تعرضوا لانتقادات شديدة من قبلهم، كسياسة تحريرية.

## بموجب الدستور

### البرازيل
يضمن الدستور البرازيلي حق الرد (direito de resposta).

## بموجب القانون

### أوروبا

#### الاتحاد الأوروبي
في أوروبا، كانت هناك مقترحات لحق الرد واجب النفاذ قانونًا والذي ينطبق على جميع وسائل الإعلام، بما في ذلك الصحف والمجلات ووسائل الإعلام المطبوعة الأخرى، إلى جانب الراديو والتلفزيون والإنترنت. في عام 1974، صوتت لجنة وزراء مجلس أوروبا بالفعل على قرار يمنح حق الرد لجميع الأفراد. حددت المادة 1 من توصية مجلس أوروبا لعام 2004 حق الرد على أنه: إتاحة إمكانية الرد على أي معلومات في وسائل الإعلام تقدم حقائق غير دقيقة … تؤثر على … الحقوق الشخصية. 

#### الدول
في النظام الفيدرالي الألماني، تتحمل الولايات الفيدرالية الفردية مسؤولية التعليم والشؤون الثقافية وكذلك الصحافة ووسائل الإعلام الإلكترونية. تضمن جميع قوانين الصحافة في الولايات الفيدرالية الست عشرة الحق في تقديم مضاد للبيانات الواقعية التي يعتبرها الأفراد والمنظمات المعنية خاطئة. يستند هذا إلى المادة 11 من قانون الصحافة الوطني لعام 1874، وهو موجود في جميع القوانين الستة عشر مثل الفقرة 11 أو الفقرة 10 في نسخ معدلة قليلاً.
النمسا وسويسرا لديهما قوانين مماثلة. في النمسا، المادة 9 من قانون الإعلام الوطني، في سويسرا في المادة 28 ز من القانون المدني.
يعود الحق في الرد التصحيحي في فرنسا إلى المادة 13 من قانون حرية الصحافة الصادر في 29 يوليو 1881 ويتم تجديده وتوسيعه ليشمل وسائل الإعلام المرئية والرقمية عبر مختلف القوانين والمراسيم.
ظهر القانون البلجيكي بشأن حق الرد في عام 1831 باعتباره المادة 13 من مرسوم 1831 الخاص بالصحافة. تم استبدال هذا بعد 130 عامًا بقانون 23 يونيو 1961. كان هذا القانون يشير في الأصل إلى الصحافة المطبوعة فقط، وقد تم تعديله في عام 1977 بموجب قانون «4 مارس 1977 المتعلق بحقوق الإنسان في المجال السمعي البصري»، أي الإعلام المرئي والمسموع، المنشور في الجريدة الرسمية في 15 مارس 1977. منذ إنشاء الفيدرالية للدولة البلجيكية في عام 1980، أصبحت المجتمعات اللغوية مسؤولة عن وسائل الإعلام، ولذا فقد أصدر المجتمع الفلمنكي في عام 2005 مرسومًا بتاريخ 4 مارس 2005، والذي ينظم حق الرد في المواد 177 إلى 199، وأصدر المجتمع الناطق باللغة الألمانية المرسوم الصادر في 27 يونيو 2005، والذي يشير ببساطة إلى قانون 1961 بصيغته المعدلة في عام 1977. :p.32
في بولندا، ينشر رئيس تحرير الصحيفة أو المجلات اليومية المختصة، مجانًا، الموضوع والتصحيح الوقائعي للمواد الصحفية غير الدقيقة أو غير الصحيحة.

### الأمم المتحدة
تعترف الأمم المتحدة بـ «الحق الدولي في التصحيح» من خلال «اتفاقية الحق الدولي للتصحيح»، التي دخلت حيز التنفيذ في 24 أغسطس 1962.

### الولايات المتحدة الأمريكية
تم إلغاء قانون حق الرد في فلوريدا (بالإشارة إلى وسائل الإعلام المطبوعة) بعد قضية شركة ميامي هيرالد للنشر ضد تورنيو (1974). تم التخلي عن هذه السياسة بالكامل في عام 1987.

## حسب السياسة التحريرية

### بي بي سي
يمكن أن يكون حق الرد أيضًا جزءًا من السياسة التحريرية لمنشور إخباري أو مجلة أكاديمية. في بي بي سي تنص الإرشادات التحريرية على ما يلي:
عندما تقدم مخرجاتنا ادعاءات بارتكاب مخالفات أو إثم أو عدم كفاءة أو تقدم نقدًا قويًا ومضرًا لفرد أو مؤسسة، فإن الافتراض هو أن أولئك الذين يتم انتقادهم يجب أن يُمنحوا «حق الرد»، أي إعطاء فرصة عادلة للرد على الادعاءات.

### مجلة الفلسفة الأسترالية
وتنص السياسة التحريرية لمجلة الفلسفة الأسترالية: 
قد يُمنح مؤلفو المواد التي يتم التعليق عليها [في ملاحظات المناقشة] حق الرد (يخضع للتحكيم المعتاد)، على أساس أن نشر المذكرة في الوقت المناسب سيكون له الأولوية على الرغبة في تضمين كل من الملاحظة والرد في نفس العدد من المجلة.

## روابط خارجية
- دليل لقوانين الصحافة للولايات الفيدرالية الألمانية الستة عشر
- المادة 28 ز من القانون المدني السويسري التي تضمن الحق في الرد التصحيحي (ألماني)
- الحق في الرد التصحيحي في المادة 9 من قانون الإعلام النمساوي
- القانون البلجيكي بشأن حق الرد لعام 1961
- RightOfReply.org هو موقع غير ربحي تم إنشاؤه للسماح لموضوعات النقد عبر الإنترنت بالرد على منتقديهم، حيث تم رفض طلبات الحصول على حق الرد الواضح في المنشور النقدي